# 安成宰
安成宰（韓語：안성재，羅馬化：Anh Sung-jae，1982年1月20日—），是一位韓國的米其林指南三星評鑑最高荣誉主廚，擔任由 Netflix 出資知名的韓國熱門美食料理節目《黑白大廚：料理階級大戰》的主要評審，也是目前韓國唯一荣获米其林指南三星評鑑最高荣誉的廚師。

## 生平
安成宰在韓國首爾出生，13歲的時候舉家遷往美國加州，雙親在當地經營一間類似熊貓快餐的中式料理店，此時並未對料理產生興趣，反而到美國陸軍投入軍旅生涯，並且曾經被派駐伊拉克擔任油料裝填工作，退伍後因為有個想要享受駕馭保時捷的夢想，前往機械專科學校學習，但是24歲那年意外看到藍帶廚藝學院洛杉磯分校的招生簡章，被當中的一句「畢業後就業率100%」文案所打動，因此轉身投入料理的學習。
安成宰從藍帶結業之後，謀職的第一份工作是浦澤裕之（Hiroyuki Urasawa）於加州比佛利山莊所經營、美國第一間獲得米其林肯定的壽司店浦澤（Urasawa），接著被首位獲得米其林星等的韓裔主廚科瑞·李（Corey Lee）挖角，到旗下位於舊金山的米其林三星餐廳法國洗衣館（The French Laundry）工作，接著 Corey Lee 帶著安成宰成立新餐廳 Benu，在極短的時間裡又取得米其林評鑑的三星，自此之後安成宰決定要自行創業。
安成宰在2015年舊金山菲爾莫爾街創立 MOSU餐廳，名稱是取自「kosumosu」（韓語波斯菊的意思），亦是其童年時常在韓國家鄉花田看到、一種喜歡陽光的花朵；同年就取得米其林評鑑的一星評級，2017年便決定要回到首爾龍山區漢南洞創業，並且巧妙將傳統韓式泡菜揉合法式高級料理的手法，三年內就就快速取得米其林三星評鑑，MOSU 成為韓國唯一的三星餐廳。
不過2024年因為通貨膨脹、餐飲業整體景氣不振，及投資方CJ集團經營調整的緣故，因此安成宰選擇與麗新集團合作，將 MOSU 搬遷到香港 M+ 博物館，過去鮮少於媒體前曝光的安成宰，再加上米其林三星的殊榮，使得他在韓國帶有特別的神祕感，同年因為 Netflix 節目《黑白大廚》成為評審，其名字又重新在媒體爭相報導之下而再次受到注目。2025年涉足韓國演藝圈，跟藝能公司 Management SEESUN 簽約為旗下藝人 。

## 演出作品

### 綜藝節目
- 2024年：Netflix《黑白大廚：料理階級大戰》
- 2025年：無線電視《最紅大廚》煮將之爭

### 廣告
- 2024年：赛百味（韓國）「牛肉橫隔膜潛艇堡」[20]
  - 赛百味（韓國）「牛肉橫隔膜潛艇堡」2[21]
- 2025年：香港上海滙豐銀行「滙豐信用卡《最紅大廚》料理真人騷招募全城廚師參賽！- Taste 最紅，撐最紅」[22]
  - 香港上海滙豐銀行「Taste 最紅 撐最紅！滙豐信用卡帶頭撐起全港好味道 - 本地餐飲簽賬賺高達額外$300「獎賞錢」」[23]
  - 香港上海滙豐銀行「【#幕後噏乜嘢】滙豐信用卡《最紅大廚》料理真人騷 番外篇 - 安成宰主廚嘅香港情意結」[24]
  - 香港上海滙豐銀行「【#幕後噏乜嘢】滙豐信用卡《最紅大廚》料理真人騷 番外篇 - 揭開安成宰主廚 不為人知嘅三件事」[25]

## 外部連結
- 安成宰的Facebook專頁
- 安成宰的Instagram帳戶
- Mosu Hong Kong official website